# ركود حيوي
الركود الحيوي أو الثبات الحيوي هو قدرة الكائن الحي على تحمل التغيرات البيئية دون الحاجة إلى التكيف معها بفاعلية. والكلمة أيضًا تستخدم كمرادف لكلمة cryostasis أو cryonics. وهي توجد في الكائنات الحية التي تعيش في المحميات التي قد تواجه ظروفًا معيشية غير مفضلة (مثل الجفاف أو الجليد أو التغير في درجة الحموضة أو الضغط أو درجة الحرارة). وتمر الحشرات بفترة البيات، التي تسمح لها بالبقاء على قيد الحياة في الشتاء والظروف الأخرى. وفترة البيات قد تكون إجبارية (مطلوبة للحشرة للبقاء على قيد الحياة) أو اختيارية (تكون الحشرة قادرة على أن تمر بالتغير قبل بدء وصول الظرف).
والركود الحيوي في البشر، كأسلوب علاج مستقبلي، يصفه إيريك دريكسلر (Eric Drexler) في كتابه الصادر عام 1986، بأنه محركات التكوين: عصر النانوتكنولوجي القادم.

## وصلات خارجية
- Tardigrade Facts